# József Nagy
József Nagy   (Sárkeresztúr, 2 d'octubre de 1881 - Balatonszepezd, 1952) va ser un atleta hongarès que va competir a principis del segle xx. El 1908 va prendre part en els Jocs Olímpics de Londres, on guanyà la medalla de bronze en la cursa dels relleus combinats, formant equip amb Frigyes Wiesner, Pál Simon i Ödön Bodor.
En aquesta cursa Nagy va córrer el tercer relleu, el de 400 metres. L'equip va superar l'equip suec en la primera ronda, però en la final, tot i que ho intentaren, es van veure superats pels equips estatunidenc i alemany, acabant en tercera posició. Nagy també disputà les proves dels 400, 800 i 1.500 metres, quedant eliminat en les rondes preliminars en totes elles.